# Vilma Davidsson
Ann Vilma Louise Davidsson, född 11 april 1998 i Trelleborg, är en svensk sångerska. Hon är sedan sommaren 2018 medlem i musikgruppen Dolly Style, där hon innehar rollen som karaktären Holly.

## Biografi
Davidsson är född och uppvuxen i Trelleborg, men bor sedan flera år tillbaka i Stockholm. Hon gick gymnasiet på Academy of Music and Business i Tingsryd, där hon utöver sin sång, bland annat även lärde sig med att spela trummor. Strax innan hon påbörjade dessa gymnasiestudier, så sökte hon in till den tionde säsongen av TV-programmet Idol, där hon var bland de tre sista sökandena att få en guldbiljett, under programmets första auditionstopp i Malmö i mars 2014. Efter att Davidsson och de två andra resterande sökandena hade sjungit klart sina respektive låtar, så valde juryn, som det året bestod av Alexander Bard, Laila Bagge och Anders Bagge, att ge henne den sista guldbiljetten. Hon gick därmed vidare till slutauditionen i programmet, men misslyckades med att ta sig vidare till dess kvalvecka.
År 2016 deltog Davidsson i P4 Malmöhus uttagningar till Svensktoppen nästa, detta med bidraget "Unbreakable". Hon lyckades där ta sig vidare till finalen av tävlingen, som ägde rum på sommarscenen i Malmö den 1 juli samma år.

## Dolly Style
I juni 2018 tillkännagavs det att Davidsson hade anslutit sig som karaktären Holly i musikgruppen Dolly Style, som ersättare av Alexandra Salomonsson. Hon deltog därefter med gruppen, som på den tiden (utöver henne) även bestod av Mikaela Samuelsson (Molly, senare Yolly) och Caroline Aronsson (Polly), i Melodifestivalen 2019 med bidraget "Habibi", som slutade på en femteplats under den tredje deltävlingen i Leksand den 16 februari samma år. Hon deltog även med gruppen, som på senare tid har hunnit få Annie Moreau som ny medlem (Molly) (med Mikaela Samuelsson som nygammal medlem), i Melodifestivalen 2025, denna gång med bidraget "Yihaa". Bidraget framfördes under den tredje deltävlingen i Västerås den 15 februari.